# L'invincibile Zambot 3
L'invincibile Zambot 3 (無敵超人ザンボット3?, Muteki chōjin Zanbotto Surī, letteralmente L'invincibile superuomo Zanbot 3) è una serie anime robotica giapponese prodotta dalla Sunrise, composta di 23 episodi. È stata realizzata nel 1977 sotto la regia di Yoshiyuki Tomino, che ne è anche l'autore, e vede il character design di Yoshikazu Yasuhiko, il mecha design di Ryōji Hirayama e le musiche di Takeo Watanabe. In Italia è andata in onda inizialmente col titolo Zambot 3.

## Trama
Kappei è il secondogenito dei Jin, una famiglia di pescatori che risiede in una piccola cittadina di mare ubicata nel golfo di Suruga (detto anche baia di Honshū); apparentemente conducono una vita del tutto normale e tranquilla, ma con l'arrivo improvviso degli invasori spaziali viene svelato che i Jin sono in realtà una famiglia di alieni. I loro antenati, vistosi il pianeta natale Biar conquistato dalla furia delle armate Gaizok, decisero di rifugiarsi sulla Terra, del tutto simile al proprio luogo d'origine, e si stabilirono infine in Giappone: tutto ciò accadde durante l'epoca Edo.
Più di un secolo dopo i loro discendenti rimasti sul pianeta – suddivisi nelle famiglie Jin, Kamie e Kamikita – devono affrontare di nuovo gli stessi avversari per cercare di salvare dalla distruzione questa seconda patria; grazie all'aiuto di antichi documenti riescono a portar nuovamente alla luce le astronavi costruite e nascoste dai loro avi. Con queste attrezzature, e con l'aiuto delle rispettive macchine da guerra, s'impegnano a tenere a bada e a reagire al nemico.
Una lotta dura, tra l'indifferenza – quando non aperta ostilità – dei terrestri e la spietatezza delle orde nemiche, che porterà i nostri eroi a sacrificarsi per la pace dell'universo. Solo i membri delle tre famiglie superstiti del pianeta Biar sembrano esser in grado di reagire agli attacchi portati dal malvagio Supremo Gaizok all'amato pianeta Terra.

## Caratteristiche e peculiarità
L'elemento di maggior richiamo di questa serie è certamente la storia, che si scosta di molto dalle più semplici e infantili trame dei precedenti anime robotici giapponesi. In questa, più che in molte altre, viene data visibilità agli effetti della guerra sulle città e sulla popolazione: compaiono migrazioni forzate, campi profughi, tragedie famigliari; la popolazione terrestre reagisce alle gesta degli eroi con ostilità fino a giungere a vera e propria xenofobia, ritenendoli responsabili, direttamente o meno, delle loro sofferenze.
Le armate nemiche, inoltre, prendono con maggiore serietà l'impegno di spazzare via l'intero genere umano, mediante lo sviluppo di tattiche di guerra mirate a massimizzare le vittime, piuttosto che a concentrarsi sul robot terrestre. Le relazioni tra i personaggi sono anche più sviluppate; là dove in una serie robotica classica il protagonista di turno è al più affiancato da un co-pilota e/o dallo scienziato, o figura paterna, che lo addestra e coadiuva, in questa serie i "buoni" sono formati da tre intere famiglie, rappresentando così tre generazioni distinte (giovani, adulti e anziani).
Viene considerato uno dei massimi precursori del genere anime definito "real robot".

## Personaggi

### Famiglia Jin
Kappei Jin (神 勝平?, Jin Kappei)
12 anni, il protagonista della storia nonché il più giovane e coraggioso pilota dello Zambot 3 e dello Zam-bird. A causa del suo orgoglio e testardaggine fa fatica a cooperare con gli altri due piloti, più grandi di lui. È l'ultimo discendente della famiglia aliena Jin rifugiatasi sulla terra dopo la conquista del loro pianeta d'origine. Dovrà combattere non solo contro i nemici ma anche contro il razzismo strisciante della popolazione terrestre. Riuscirà, con molte difficoltà, a riportare la pace sull'intero universo. Appassionato di motociclette.
Gengoro Jin (神 源五郎?, Jin Gengorō)
48 anni, padre di Kappei. Pescatore e futuro pilota del Biar 1. Morirà durante i combattimenti.
Hanae Jin (神 花江?, Jin Hanae)
35 anni, madre di Kappei. In principio non molto ben disposta a farsi coinvolgere nella guerra, in seguito dedica tutta se stessa alla missione affidata dal destino alla famiglia.
Ichitaro Jin (神 一太郎?, Jin Ichitarō)
17 anni, fratello maggiore di Kappei e pilota del King Biar, un tipo grande e grosso. Morirà sacrificando la sua vita per salvare quella del fratello minore.
Maie Jin (nella versione originale Umee Jin, 神 梅江?, Jin Umee)
68 anni, nonna di Kappei; una vecchietta arzilla e molto coraggiosa. In un lontano passato è stata la fidanzata dell'attuale vice primo ministro giapponese Nozaki, a cui salverà la vita; anche lei morirà in battaglia sul King Biar.
Chiyonishiki (千代錦?)
Fedelissimo loppide di Kappei di razza Akita nonché "copilota" dello Zam-Bird, che segue ovunque e con cui scorrazza assieme per la città. Ha un cuore tatuato sulla fronte.

### Famiglia Kamie
Uchuta Kamie (神江 宇宙太?, Kamie Uchūta)
15 anni, il secondo pilota dello Zambot e pilota dello Zam-bull, la parte centrale di Zambot. Cugino di Kappei, ha la frangia di capelli che gli copre l'occhio sinistro; proviene da Tokyo ed è molto bravo in matematica (il suo sogno è quello di diventare ingegnere elettronico), ha spesso buone idee e i suoi consigli sono sempre ben meditati. In principio ha un forte scontro con Kappei a causa dei rispettivi caratteri antitetici.
Otada Kamie (nella versione originale Daita Kamie, 神江 大太?, Kamie Daita)
46 anni, padre di Uchuta, di professione fa il medico; diventerà pilota e comandante del Biar 2. Morirà anch'egli durante una delle battaglie.
Sumie Kamie (神江 すみ江?, Kamie Sumie)
43 anni, madre di Uchuta. Un tipo che pensa solo al proprio interesse e pertanto viene rinnegata dal figlio; si salverà in quanto spedita sulla Terra prima della battaglia finale. Solo davanti alla morte di Uchuta comprenderà infine gli errori delle proprie scelte.
Kiiro Kamie (神江 きいろ?, Kamie Kiiro) e Kazuyuki Kamie (神江 和行?, Kamie Kazuyuki)
Rispettivamente sorella e fratello minore di Uchuta, di 8 e 10 anni. Dopo esser scappati di casa a causa d'un litigio con la madre verranno rapiti da Gaizok e tenuti in ostaggio.

### Famiglia Kamikita
Keiko Kamikita (神北 恵子?, Kamikita Keiko)
14 anni, terzo pilota dello Zambot e pilota dello Zam-base, la parte corrispondente alle gambe di Zambot. Unica ragazza del gruppo, indossa dei pantaloncini corti. Ama i cavalli ed è appassionata di tiro con l'arco, riflessiva e molto matura per la sua età: assieme ad Uchuta morirà in un attacco-kamikaze.
Kyusaku Kamikita (神北 久作?, Kamikita Kyūsaku)
50 anni, padre di Keiko. Possiede un ranch.
Yumiko Kamikita (神北 由美子?, Kamikita Yumiko)
45 anni, madre di Keiko, a cui la figlia è molto legata.
Kimiko Kamikita (神北 公子?, Kamikita Kimiko)
9 anni, sorellina minore di Keiko, grassottella e con gli occhiali spessi; ha un carattere introverso amante della musica e della lettura.
Hisaemon Kamikita (nella versione originale Heizaemon Kamikita, 神北 兵左衛門?, Kamikita Heizaemon)
75 anni, nonno di Keiko e comandante del King Biar. Finirà per schiantarsi con Maie contro la base nemica di Bandok.

### Altri
Shingo Kozuki (香月 真吾?, Kōzuki Shingo)
13 anni, teppistello, testardo, arrogante e amico-rivale di Kappei, che cerca di sfidare costantemente per mantenere la leadership della banda (Kozuki team) a cui appartiene. Odia la famiglia Jin ritenendola responsabile degli attacchi alieni; organizzerà anche un attentato contro i suoi membri. Poi, però, scopre la verità e si allea agli eroi. Abile motociclista e veloce nel lancio del coltello. Ha le lentiggini e corti capelli neri e ricci.
Kaoru Kozuki (香月 かおる?, Kōzuki Kaoru)
Dolce sorellina di Shingo. A differenza di molti altri ella vede Kappei e la famiglia Jin in una maniera positiva e benevola.
Aki (アキ?)
12 anni, migliore amica di Kappei. Si distanzierà da quest'ultimo (e dalla sua famiglia) perché lo ritiene causa principale degli attacchi alieni. Verrà catturata con l'intento d'esser trasformata in bomba umana e fatta esplodere nella stanza di Kappei, davanti ai suoi poveri occhi.
Michi (ミチ?)
12 anni,  amica di Aki e Kappei.
Nokaki
Vice primo ministro di cui la nonna di Kappei è stata innamorata da giovane.
Hayashi (林?), Kenta (健太?), Hamamoto (浜本?) e Yamada (山田?)
Altri amici e coetanei di Kappei rapiti dai servitori del malvagio Gaizok per esser trasformati in bombe umane da inviare conto i Jin.

### Nemici e loro mezzi
Gaizok (ガイゾック?, Gaizokku) / Computer Doll 8 (コンピュータードール第8号?, Konpyūtā Dōru Dai Hachi Gō, lett. "Computer Doll n° 8")
L'antagonista principale della serie. Malvagio e insaziabile essere alieno che ha lo scopo di annientare tutte le forme viventi dell'universo, è una misteriosa entità che guida le truppe d'invasione. Alla fine si scoprirà che Gaizok altro non è che un gigantesco computer-giudice, costruito per reagire ai sentimenti negativi con la facoltà di decidere se un essere abbia il diritto o meno di vivere. Tuttavia, la sua eccessiva severità aveva fatto sì che emettesse una condanna a morte nei confronti di tutti gli esseri dell'universo. Verrà distrutto da Kappei e da ciò che resta dello Zambot 3.
Butcher (nella versione originale Killer the Butcher, キラー・ザ・ブッチャー?, Kirā za Bucchā, lett. "Killer il macellaio")
Generale a capo delle truppe d'invasione, un essere del tutto cinico, spietato, sanguinario e crudele, grande e grosso e con la pelle squamosa di color blu. Goloso del cibo terrestre, fuma il narghilè, gioca a scacchi e si diletta a suonare la chitarra; viene spesso preso da ironici risolini inconsulti. Viaggia su un'astronave dall'aspetto di gigantesca lumaca, la corazzata Bandok. In origine era un essere semi-animalesco che viveva di caccia su un pianeta quasi del tutto sterile.
Baletar (バレター?, Baretā)
Primo ufficiale di Butcher e responsabile della costruzione dei mostri meccanici/Mecha Burst avversari di Zambot. Ha il viso ricoperto di cicatrici.
Gillzer (nella versione originale Gizzer, ギッザー?, Gizzā)
Fedele ufficiale agli ordini di Butcher. Comandante di campo, è spesso il capro espiatorio di Butcher quando qualcosa va storto. Indossa sempre una divisa militare.
Zubotar (nella versione originale Zubutar, ズブター?, Zubutā)
Progettista dei mostri meccanici.
Snai-sworders
Piccoli robot da ricognizione a forma di lumaca volante utilizzati da Butcher per osservar le battaglie. Non possiedono capacità offensive.
Bandok (バンドック?, Bandokku)
Potentissima fortezza volante comandata dal supremo Gaizok e da Butcher, inizialmente funge da quartier generale in orbita attorno alla Terra, all'interno della quale vengono prodotti i Mecha-Burst.

## Mecha degli eroi
Zam-bird (ザンバード?, Zanbādo) / Zambot Ace (ザンボ・エース?, Zanbo Ēsu)

Lo Zambot appena composto

Piccolo e veloce jet d'attacco guidato da Kappei forma il primo modulo dello Zambot 3 e ne costituisce l'ossatura, la parte superiore e la testa. Lo Zambird può anche trasformarsi nel robot Zambot Ace (procedimento chiamato "Ace change!"), la cui unica arma è la Zambot Magnum, pistola laser trasformabile in fucile lanciagranate, inviata dallo Zambase o dalla nave Bear.
Zam-bull (ザンブル?, Zanburu)
Secondo modulo di Zambot 3, di cui forma il busto e le braccia, dalle sembianze di carro armato super equipaggiato; pilotato da Uchuta. Le sue armi sono costituite da un cannone, missili, due trivelle estraibili e pugni volanti.
Zam-base (ザンベース?, Zanbēsu)
Jet di ricognizione con armamenti modesti, guidato da Keiko Kamikita. È il terzo modulo di Zambot 3 di cui forma le gambe e i piedi, contiene in sé parecchie armi dello Zambot 3 e i sistemi di telecomunicazione.
Bear 1 (ビアルI世?, Biaru Issei), Bear 2 (ビアルII世?, Biaru Nisei) e Bear 3 (ビアルIII世?, Biaru Sansei)
Le tre basi volanti pilotate dal resto delle famiglie Jin, Kamie e Kamikita. Alla fine si uniranno per formare l'imponente King Bear.
King Bear (キングビアル?, Kingu Biaru)
Base finale dello Zambot, costituita dall'unione di Bear 1, 2 e 3; armata e molto ben attrezzata per i viaggi spaziali è comandato dal capostipite della famiglia, l'anziano Hisaemon Kamikita.

### Le armi di Zambot 3
1. Lame di Zambot (nella versione originale Zambot Grap, ザンボットグラップ?, Zanbotto Gurappu): pugnali in stile ninja.
2. Lancia di Zambot (nella versione originale Zambot Blow, ザンボットブロー?, Zanbotto Burō): lancia a doppia lama, data dall'unione dei pugnali.
3. Sciabola di Zambot (nella versione originale Zambot Cutter, ザンボットカッター?, Zanbotto Kattā): una spada.
4. Missili Zambot (nella versione originale Zambot Missile, バスターミサイル?, Basutā Misairu): missili lanciati dall'addome e dalle gambe di Zambot.
5. Lame Rotanti (nella versione originale Zambot Buster, ザンボットバスター?, Zanbotto Basutā): i dischi posti sulle gambe posson esser lanciate come fossero lame.
6. Bazooka di Zambot (nella versione originale Zambot Bazooka): bazooka per attacchi a grande distanza.
7. Boomerang di Zambot (nella versione originale Zambot Rang): boomerang a forma di croce.
8. Attacco Lunare (nella versione originale Zambot Moon Attack, ザンボット・ムーンアタック?, Zanbotto Mūn Atakku): colpo finale, un raggio energetico lanciato dalla mezzaluna posta sulla fronte di Zambot.

## Edizione italiana
La prima edizione italiana della serie, doppiata dalla C.V.D., andò in onda su varie televisioni locali nel 1981. Nel 1998 la serie fu ridoppiata per conto della Dynamic Italia dallo Studio P.V. sotto la direzione Patrizia Salmoiraghi, con un nuovo adattamento dei dialoghi di Luciano Setti più fedele alla versione originale.
| Personaggio       | Voce giapponese                                         | Primo doppiaggio    | Nuovo doppiaggio                                   |
| ----------------- | ------------------------------------------------------- | ------------------- | -------------------------------------------------- |
| Kappei Jin        | Nobuyo Oyama                                            | Alida Cappellini    | Patrizio Prata                                     |
| Uchuta Kamie      | Katsuji Mori (ep.1-9, 15-23) Toshio Furukawa (ep.10-14) |                     | Simone D'Andrea                                    |
| Keiko Kamikita    | Yoshiko Matsuo                                          |                     | Emanuela Pacotto                                   |
| Shingo Kozuki     | Toshio Furukawa                                         |                     | Luigi Rosa                                         |
| Butcher           | Akira Shimada                                           |                     | Riccardo Peroni                                    |
| Hisaemon Kamikita | Ichirō Nagai                                            | Giampiero Albertini | Maurizio Scattorin                                 |
| Maie Jin          |                                                         |                     | Grazia Migneco                                     |
| Ichitaro Jin      | Akio Nojima                                             | Renato Cortesi      | Luca Semeraro                                      |
| Hanae Jin         | Chiyoko Kawashima                                       | Solvejg D'Assunta   | Elisabetta Cesone                                  |
| Gengoro Jin       | Masaaki Okabe                                           |                     | Stefano Albertini                                  |
| Aki               | Chiyoko Kawashima                                       | Francesca Guadagno  | Cinzia Massironi                                   |
| Michi             | Yoshino Ohtori                                          |                     | Jessica Loddo (1^ voce) Patrizia Mottola (2^ voce) |
| Kimiko Kamikita   |                                                         | Susanna Fassetta    |                                                    |
| Tada Kamie        |                                                         |                     | Massimiliano Lotti                                 |
| Sumie Kamie       | Yoshino Ohtori                                          |                     | Dania Cericola                                     |
| Kyusaku Kamikita  | Akira Shimada                                           |                     | Diego Sabre                                        |
| Yumiko Kamikita   | Noriko Urayama                                          |                     | Patrizia Salmoiraghi                               |
| Gaizok            | Takeshi Watabe                                          | Renato Turi         | Tony Fuochi                                        |

## Home video
L'edizione Dynamic Italia, L'invincibile Zambot 3, è finora l'unica trasposizione italiana della serie per il mercato home video, anche se con un nuovo doppiaggio rispetto a quello della messa in onda televisiva. Le 23 puntate sono state infatti trasposte su 5 VHS in vendita a cadenza mensile nel 1998. Da settembre 2007 la Dynit ha pubblicato la raccolta dell'intera serie in 6 DVD includendo il nuovo doppiaggio, il doppiaggio storico della trasmissione televisiva e l'originale giapponese.

## Sigle
La sigla di apertura giapponese "Yuke! Zambot 3", musica di Takeo Watanabe, arrangiamento di Yuji Matsuyama, testo di SUNRISE PLANNING DEP., è cantata da Koichiro Hori.
La sigla di chiusura giapponese "Uchu no Hoshi Eien ni", musica di Takeo Watanabe, arrangiamento di Yuji Matsuyama, testo di SUNRISE PLANNING DEP., è cantata da Koichiro Hori.